# آلبرتو دمیچلی
آلبرتو دمیچلی (اسپانیایی: Alberto Demicheli‎؛ زادهٔ ۷ اوت ۱۸۹۶ – درگذشتهٔ ۱۲ اکتبر ۱۹۸۰) یک سیاستمدار اهل اروگوئه بود. وی از ۱۲ ژوئن ۱۹۷۶ تا ۱ سپتامبر ۱۹۷۶ رئیس جمهور اروگوئه بوده‌است.